# Sceut
Sceut est un hameau et une commune bourgeoise situé dans la localité de Glovelier, dans la commune de Haute-Sorne. Le hameau est divisé en deux, Sceut-Dessus et Sceut-Dessous, séparés par la route principale 18.

## Voies de communication
Le hameau se trouve à proximité de la route H18, qui relie La Chaux-de-Fonds à Bâle, entre Saint-Brais et Glovelier. Le hameau est desservi par une ligne de bus des chemins de fer du Jura, entre Saignelégier et Boécourt ; l'arrêt est situé sur la route 18.
Autrefois, les trains de la ligne La Chaux-de-Fonds – Le Noirmont – Glovelier desservaient également le village par une halte. Celle-ci a désormais été supprimée ; une sous-station électrique et un poste de block assure le distancement des trains.

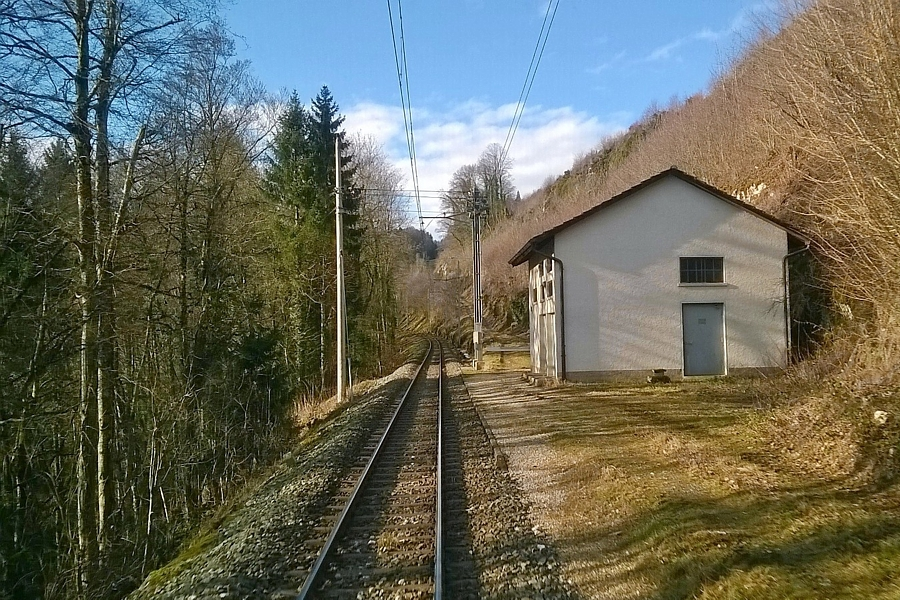
Ancienne halte des chemins de fer du Jura et sous-station électrique de Sceut.